# Palais du Soleil Kumsusan
Le palais du Soleil Kŭmsusan, anciennement palais-mémorial de Kŭmsusan et palais présidentiel de Kŭmsusan, parfois appelé mausolée de Kim Il-sung, est un monument sépulcral situé au nord-est du centre-ville de Pyongyang, capitale de la Corée du Nord, et renfermant la dépouille mortelle de Kim Il-sung, fondateur de la république populaire démocratique de Corée. Construit en 1976 pour abriter le palais présidentiel, il est transformé à sa mort en mausolée par son fils et successeur Kim Jong-il. Depuis 2011, le corps embaumé de celui-ci est exposé au côté de celui de son père. 
L'édifice est situé dans une zone isolée de Pyongyang et les étrangers ne peuvent y accéder que durant les jeudis et dimanches sur les circuits touristiques officiels organisés par le gouvernement. Parmi les mausolées existants dédiés à des dirigeants communistes, Kumsusan est le plus vaste.
Les corps embaumés de l'ancien président et de son fils y sont exposés à l'intérieur d'un sarcophage en verre clair. Leur tête repose sur un oreiller de style coréen et ils sont couverts par le drapeau du Parti du travail de Corée.

## Règles pour la visite

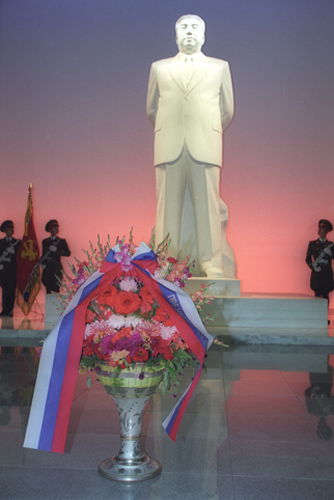
Statue de Kim Il-sung et gerbe de fleurs à l'intérieur du mausolée. Après la mort de Kim Jong-il, la statue a été remplacée par deux statues en cire représentant le duo père-fils.

Tout appareil photo ou vidéo y est interdit. Le visiteur doit faire preuve de respect, ne pas fumer et garder le silence.  
Il faut marcher en silence jusqu'à l'entrée, passer sur une brosse à chaussures, être inspecté par un portique de détection, passer dans une soufflerie pour enlever la poussière des vêtements. Lorsque l'on entre dans la salle où se trouve le sarcophage de cristal où repose l'un des corps, il faut tourner autour de celui-ci puis se prosterner trois fois. Pour les touristes, s'incliner ne constitue pas une marque d'allégeance mais de politesse et de respect pour les défunts et pour le pays hôte.